# Municipio de Condit
El municipio de Condit (en inglés: Condit Township) es un municipio ubicado en el condado de Champaign en el estado estadounidense de Illinois. En el año 2010 tenía una población de 500 habitantes y una densidad poblacional de 5,29 personas por km².

## Geografía
El municipio de Condit se encuentra ubicado en las coordenadas 40°15′23″N 88°16′47″O / 40.25639, -88.27972. Según la Oficina del Censo de los Estados Unidos, el municipio tiene una superficie total de 94.47 km², de la cual 94,36 km² corresponden a tierra firme y (0,12 %) 0,11 km² es agua.

## Demografía
Según el censo de 2010, había 500 personas residiendo en el municipio de Condit. La densidad de población era de 5,29 hab./km². De los 500 habitantes, el municipio de Condit estaba compuesto por el 97,4 % blancos, el 0,4 % eran afroamericanos, el 0,4 % eran amerindios, el 0,4 % eran asiáticos y el 1,4 % eran de una mezcla de razas. Del total de la población el 0,6 % eran hispanos o latinos de cualquier raza.